# Coupe d'Océanie féminine de hockey sur gazon 2023
Navigation
Rockhampton 2019 2025
La Coupe d'Océanie féminine de hockey sur gazon 2023 sera la douzième édition de la Coupe d'Océanie après l'annulation de l'édition 2022 en raison de la pandémie de Covid-19, le championnat international biennal masculin de hockey sur gazon d'Océanie organisé par la Fédération océanienne de hockey sur gazon. Il se tiendra du 10 au 13 août 2023 à Whangarei en Nouvelle-Zélande,.
La Nouvelle-Zélande sont les champions en titre, ayant remporté l'édition 2019. L'Australie, en tant que vainqueur, se qualifie pour les Jeux olympiques 2024,.

## Ville hôte
| Whangarei                    | Whangarei |
| Northland Hockey Association | Whangarei |
| Capacité : Inconnue          | Whangarei |

## Critères
En cas d'égalité de points de plusieurs équipes à l'issue des matchs de poule, les critères suivants sont appliqués dans l'ordre indiqué pour établir leur classement:
1. Points de chaque équipe,
2. Matchs gagnés,
3. Différence de buts,
4. Buts pour,
5. Plus grand nombre de points obtenus dans les matchs de poule disputés entre les équipes concernées,
6. Buts marqués en plein jeu.

## Tournoi toutes rondes
| Rang | Équipe               | Pts | J | G | N | P | Bp | Bc | Diff |
| ---- | -------------------- | --- | - | - | - | - | -- | -- | ---- |
| 1    | Australie            | 7   | 3 | 2 | 1 | 0 | 7  | 3  | +4   |
| 2    | Nouvelle-Zélande H T | 1   | 3 | 0 | 1 | 2 | 3  | 7  | -4   |

| 10 août 2023 | Nouvelle-Zélande | 0 - 3 | Australie |
| 12 août 2023 | Nouvelle-Zélande | 1 - 1 | Australie |
| 13 août 2023 | Nouvelle-Zélande | 2 - 3 | Australie |

| Match 1            | Nouvelle-Zélande | 0 - 3   | Australie                            |                                                                            |                                                                            |
| 10 août 2023 17h05 |                  | (0 - 1) | 30e Colwill · 34e Malone · 34e Peris | Arbitrage : Amber Church Aleisha Neumann Arbitre vidéo : Gareth Greenfield | Arbitrage : Amber Church Aleisha Neumann Arbitre vidéo : Gareth Greenfield |
| 10 août 2023 17h05 | Rapport          |         |                                      | Arbitrage : Amber Church Aleisha Neumann Arbitre vidéo : Gareth Greenfield | Arbitrage : Amber Church Aleisha Neumann Arbitre vidéo : Gareth Greenfield |

| Match 2            | Nouvelle-Zélande | 1 - 1   | Australie  |                                                                          |                                                                          |
| 12 août 2023 16h05 | Cotter 37e       | (0 - 0) | 51e Malone | Arbitrage : Amber Church Aleisha Neumann Arbitre vidéo : David Tomlinson | Arbitrage : Amber Church Aleisha Neumann Arbitre vidéo : David Tomlinson |
| 12 août 2023 16h05 | Rapport          |         |            | Arbitrage : Amber Church Aleisha Neumann Arbitre vidéo : David Tomlinson | Arbitrage : Amber Church Aleisha Neumann Arbitre vidéo : David Tomlinson |

| Match 3            | Nouvelle-Zélande     | 2 - 3   | Australie                              |                                                                            |                                                                            |
| 13 août 2023 16h05 | Davey 4e · Ralph 37e | (1 - 2) | 21e Peris · 23e Stewart · 32e Schonell | Arbitrage : Amber Church Aleisha Neumann Arbitre vidéo : Gareth Greenfield | Arbitrage : Amber Church Aleisha Neumann Arbitre vidéo : Gareth Greenfield |
| 13 août 2023 16h05 | Rapport              |         |                                        | Arbitrage : Amber Church Aleisha Neumann Arbitre vidéo : Gareth Greenfield | Arbitrage : Amber Church Aleisha Neumann Arbitre vidéo : Gareth Greenfield |

## Classement final
| Rang                       | Équipe               | J | V | N | P | BP | BC | +/- | Pts | Classement mondial FIH | Classement mondial FIH | Classement mondial FIH |
| Rang                       | Équipe               | J | V | N | P | BP | BC | +/- | Pts | Avant                  | Après                  | +/-                    |
| -------------------------- | -------------------- | - | - | - | - | -- | -- | --- | --- | ---------------------- | ---------------------- | ---------------------- |
| Médaille d'or, Océanie     | Australie            | 7 | 2 | 1 | 0 | 7  | 3  | +4  | 7   | 2                      | 2                      | 0                      |
| Médaille d'argent, Océanie | Nouvelle-Zélande H T | 1 | 0 | 1 | 2 | 3  | 7  | -4  | 1   | 9                      | 9                      | 0                      |

|  | Nation qualifiée pour les Jeux olympiques 2024                   |
|  | Nation qualifiée pour le Tournoi de qualification olympique 2024 |